# Амбасадор
Амбасадор (лат. ambactus — „слуга”; франц. ambassadeur) или изасланик је дипломата највишег ранга који представља одређену земљу. Старији назив је поклисар. Амбасадори, као опуномоћени представници своје земље, предају акредитивна писма највишем представнику власти државе или међународне организације у којој ће представљати своју земљу и заступати њене интересе. Реч се такође неформално користи за људе за које се зна да, без националног именовања, представљају одређене професије, делатности и поља настојања, као што је продаја.
Земља у којој је постављен, даје амбасадору на коришћење и дозвољава му контролу над одређеним делом своје територије, а сама територија, особље па и возила у власништву амбасадора уживају дипломатски имунитет у тој земљи. Оваква територија се назива амбасада. На Бечком конгресу 1815. године дат је законски оквир дипломатског ранга према међународном праву: "Амбасадори“ су посланици највишег ранга, опуномоћени да заступају највишег представника власти своје државе.
У члану 14. Бечке конвенције о дипломатским односима се предвиђа: 
Став 1. шефови мисије деле се на три класе, и то: 
а) амбасадоре или нунције акредитоване код шефова држава и друге шефове мисија одговарајућег ранга; 
б) посланике, министре или интернунције акредитоване код шефова држава; 
ц) отправнике послова акредитоване код министарства иностраних послова. 
По ставу 2. никаква разлика не може се правити између шефова мисија на основу њихове класе, осим у погледу презеансе и етикеције. Односно најопштије се у овом смислу одређује према члану 15. да се државе споразумевају о класи којој треба да припадају шефови њихових мисија.
У формалном обраћању уобичајено је ословити амбасадора са: „(Ваша, Његова, Њена) Екселенцијо(а)” додајући име и/или земљу коју саговорник (представљени) заступа. Често су у употреби и мање формални облици ословљавања, попут „Амбасадоре“ праћено именом или обрнуто, док се у неким земљама користи и поздрав: „Господин Амбасадор“.

## Сврха
Страна држава којој је додељен амбасадор мора прво дати своју сагласност за ту особу (агреман). У неким случајевима догађа се и да држава пријема одбије да да сагласност, те проглашава дотичну особу непожељном. Овакав поступак доводи до опозивања амбасадора. У складу са Бечким конгресом из 1815. и Бечком конвенцијом о дипломатским односима из 1961. године, амбасадору се гарантује дипломатски имунитет и лична сигурност док живи у тој држави.

### Заштита грађана
Због савремених начина путовања, данашњи свет је постао релативно мало место. Имајући ово на уму, сматра се важним да нације света имају бар мали број људи који ће живети у иностраним престоницама како би пружали помоћ и заштиту својим сународницима у иностранству. Као службеник иностране службе, од амбасадора се очекује да штити грађане своје земље у земљи домаћину.

### Подршка просперитету
Још један резултат развитка модерних начина и могућности интернационалних путовања је раст трговине између нација. За већину земаља, национална економија је сада део глобалне економије. То значи повећање могућности за продају и трговину са другим народима. Када две земље међусобно тргују, обично је корисно за обе стране да имају амбасадора и додатно особље које живи у другој земљи, где делују као посредници у различитим трговинским разменама.

### Рад на јачању мира
Каменом темељцем страних дипломатских мисија сматра се рад на развијању мира. Овај задатак може постати борба против међународног  тероризма, трговине дрогом, корупције, трговине људима и слично. Амбасадори раде на заустављању ових деловања помажући људима широм света. Оваква врста активности је од изузетне важности и углавном се спроводи у сарадњи са Министарством одбране државе као и шефом државе.

## Успон модерне дипломатије
Успон модерног дипломатског система био је производ италијанске ренесансе (од око 1300. године). Употреба амбасадора постала је политичка стратегија у Италији током 17. века. Политичке промене у Италији промениле су улогу амбасадора у дипломатским пословима. Пошто су многе државе у Италији биле мале, биле су посебно осетљиве на веће државе. Систем амбасадора користио се за дисперзију информација и заштиту рањивијих држава.
Ова пракса се тада ширила Европом током италијанских ратова. Употреба и стварање амбасадора током 15. века у Италији имала је дугорочне ефекте на Европу и, с друге стране, светску дипломатску и политичку прогресију. Европа и даље користи исте услове права амбасадора које су они установили у 16. веку, у вези са правима амбасадора у земљама домаћина, као и са одговарајућим дипломатским процедурама. Амбасадор је коришћен као представник државе одашиљања да преговара и шири информације како би одржавали мир и успоставили односе са другим државама. Овај покушај коришћен је у настојању да се одрже мирни односи са другим народима и да се стварају савези у тешким временима.
Данас је употреба амбасадора широко распрострањена. Државе и недржавни актери користе дипломатске представнике како би се суочили са свим проблемима који се јављају у оквиру међународног система. Амбасадори сада обично живе у иностранству или у земљи у којој су додељени дуги временски период, тако да су упознати са културом и локалним људима. На овај начин они су политички ефикаснији и поузданији, што им омогућава да постигну циљеве које земља домаћин жели.

## Изванредни и опуномоћени амбасадор
Бечки конгрес из 1815. формализовао је систем дипломатског ранга према међународном праву, разликујући између три хијерархијске ниже категорије дипломатских представника: пуноправни амбасадори (укључујући легате или nuntii), акредитовани код шефова држава; изасланици или министри, који су такође били акредитовани код шефова држава; и на крају отправници послова, који су били акредитовани код министра иностраних послова:
Амбасадори су дипломати највишег ранга, који формално представљају шефа државе, са пуномоћним овлашћењима (тј. пуним ауторитетом заступају владу). У савременој употреби, већина амбасадора на страним радним местима као шефови мисије носе пуни назив изванредног и опуномоћеног амбасадора.
Бечка конвенција о дипломатским односима из 1961. године, која је ступила на снагу 1964. године и која је још увек на снази, модификовала је систем. Према њему, амбасадори су дипломате највишег ранга, који формално представљају шефа своје државе, са опуномоћеним овлашћењима (тј. пуним овлашћењем да представљају владу). У савременој употреби, већина амбасадора на дужностима у иностранству као шефови мисије носи пуну титулу изванредног и опуномоћеног амбасадора. Разлика између ванредних и обичних амбасадора била је уобичајена када нису сви амбасадори боравили у земљи којој су додељени, често служећи само за одређену сврху или мисију.
Пошто се ванредни и опуномоћени амбасадор историјски сматрао личним представником суверена, задржао се обичај да се амбасадори шаљу шефу државе, а не влади. На пример, амбасадори у и из Уједињеног Краљевства су акредитовани у краљевском двору Сент Џејмс или из њега. Амбасадори имају највиши дипломатски ранг и имају предност у односу на отправнике послова, које акредитује министар спољних послова. Амбасадори су такође били надређени у односу на посланике све до 1960-их, када су последња посланства надограђена у амбасаде.
Пошто чланице Комонвелта нација имају или су имале заједничког шефа државе, оне не размењују амбасадоре, већ имају високе комесаре, који представљају владу, а не шефа државе. Дипломата који представља свету столицу носи титулу нунција. У дипломатској употреби, високи комесар и нунцио сматрају се еквивалентима по рангу и улози амбасадора; високи комесари, као и амбасадори, носе пуну титулу „изванредног и опуномоћеног високог комесара“, док нунције не. Стални координатори у оквиру система Уједињених нација акредитовани су код шефа државе и имају исти ранг као амбасадори.

## Амбасадор на нерезиденцијалној основи
Амбасадор на нерезиденцијалној основи је дипломата највишег ранга који је акредитован да заступа своју земљу. За разлику од „резиденцијалног“ амбасадора, који је ограничен на представљање у земљи у којој се налази, амбасадор на нерезиденцијалној основи може бити акредитован да своју дужност врши у неколико, обично суседних, земаља. Много пута, међународне агенције попут Уједињених нација такође именују амбасадоре за постизање циљева одређене мисије, као што је именовање амбасадора добре воље боливудске филмске глумице Пријанке Чопра за UNICEF. Јапан је усвојио цртани лик Хело Кити као свог званичног амбасадора добре воље и туризма у Кини и Хонгконгу 2008. године. Према Брејну, посао амбасадора бренда обично је обављала славна личност или неко с добро познатим присуством, што је често добровољна активност, мада може да буде плаћена у знатној мери.